# Pietro Rombulo
Pietro Rombulo (Messina, 1385 – ...) è stato un navigatore, mercante e diplomatico italiano, cittadino del Regno di Sicilia.

## Biografia
Cresciuto in una famiglia di mercanti messinesi, dopo aver fatto commerci con Genova, si reca in Etiopia dove presta i suoi servigi e le sue conoscenze al regno di re Dawit I, per proseguire in India e in Cina. Malgrado siano poco conosciute le sue imprese, non risultano viaggiatori della penisola italiana, che abbiano raggiunto la Cina via mare prima di lui. Un primato che detiene anche per le Indie e l'Africa Orientale, dove visse la maggior parte della sua vita.
La fonte più documentata ed autorevole sulla vita e i viaggi di Pietro Rombulo sono gli Annales di Pietro Ranzano, che conobbe il Rombulo nel 1450 alla corte del re aragonese Alfonso il Magnanimo (lo descrive come «un uomo la cui pelle tendeva al bruno, come quella degli Egiziani, ma che non mostrava nulla di etiopico. Il viso era quale si conviene ad una persona civile e seria, la barba lunga, il corpo alto, la veste decentissima e assai simile alla toga italica»), dove ebbe occasione di leggere un manoscritto del Rombulo contenente numerose notizie sui suoi viaggi e sui territori visitati.